# Laura Cutina
Laura Cutina (n. 13 septembrie 1968, București) este antrenoare de gimnastică și fostă gimnastă română de valoare mondială, laureată cu aur olimpic la Los Angeles 1984.

## Biografie
Născută în București, Laura Cutina a devenit membră a lotului național și olimpic de gimnastică a României.
Din 2017, Laura Cutina-Licaciu împreună cu soțul său, fostul gimnast Daniel Licaciu, conduce o sală de gimnastică în Las Vegas, Laura Cutina Gymnastics Center, LLC.Gimnastul Licaciu fusese sportiv legitimat la Dinamo și membru al lotului național între 1983 și 1988. Cei doi soți antrenori și foști gimnaști de marcă lucrează un grup de 50 de copii, între 5 și 10 ani, pe diverse categorii.